# Junonia conjuncta
Junonia conjuncta är en fjärilsart som beskrevs av Stoneham 1965. Junonia conjuncta ingår i släktet Junonia och familjen praktfjärilar. Inga underarter finns listade i Catalogue of Life.